# Érik Comas
Érik Comas (n. 28 septembrie 1963, Romans-sur-Isère, Rhône-Alpes, Franța) este un pilot francez de Formula 1 care a evoluat în Campionatul Mondial între anii 1991 și 1994.

## Cariera în Formula 1
| Sezon | Echipă                 | Puncte | Loc clasament general |
| ----- | ---------------------- | ------ | --------------------- |
| 1991  | Equipe Ligier Gitanes  | 0      | -                     |
| 1992  | Ligier Gitanes Blondes | 4      | 11                    |
| 1993  | Larrousse F1           | 1      | 21                    |
| 1994  | Tourtel Larrousse F1   | 2      | 23                    |